# Guerra suevo-vándala (419-420)
La guerra suevo-vándala de los años 419 y 420 fue un conflicto bélico que enfrentó a los vándalos asentados en Gallaecia contra su vecinos suevos. El Imperio romano de Occidente intervino en ayuda de los suevos e impidió que los vándalos les venciesen aunque, parece, que su objetivo principal era acabar con el usurpador Máximo de Hispania que se encontraba entre ellos. Con todo, no pudieron evitar que estos huyesen a la Bética y se hiciesen con el control de la provincia.

## Antecedentes
En el año 411, alanos, vándalos silingos, vándalos asdingos y suevos acordaron un reparto de las provincias hispanas que habían invadido unos años antes y en virtud del cual, asdingos y suevos tuvieron que compartir la más pequeña de ellas: Gallaecia. Los cuatro pueblos intentaron llegar a un acuerdo con el Imperio que legitimase, de algún modo, su ocupación algo en lo que solo tuvieron éxito los asdingos y suevos quienes lograron ser reconocidos como foederati.
Para el 416, el Imperio consiguió reponerse de la grave crisis que había atravesado durante los diez años anteriores y obligó a los visigodos a que recuperasen Bética y Lusitania en su nombre como condición para acordar la paz con ellos. Los vándalos asdingos, por su parte, también intervinieron en la guerra como aliados de Roma y reconquistaron para ella la Cartaginense.
Tras sus derrotas, los supervivientes silingos y alanos huyeron hacia el norte y se unieron a los asdingos cuyo rey adoptó el título de Rex Vandalorum et Alanorum y que, con estas incorporaciones, vieron aumentar considerablemente su población y poder militar.

## Estallido y desarrollo

Campañas de suevos, vándalos e Imperio romano de Occidente durante la guerra suevo-vándala en Hispania.

El inicio de la guerra fue consecuencia de dos elementos: por un lado, el mencionado aumento de población y poder de los asdingos que hizo pequeño el territorio donde se asentaban; por otro, la presencia entre ellos del usurpador Máximo de Hispania quien había gobernado como emperador alternativo en Tarraconensis entre 409 y 412 y que, tras su deposición, encontró refugio entre los invasores asentados en Gallecia. En algún momento, durante la segunda mitad del año 419, Máximo volvió a proclamarse emperador. Contaba con el respaldo de los vándalos quienes repetían la estrategia que habían seguido los visigodos con Prisco Átalo consistente en elevar a un emperador títere que diese una apariencia de legitimidad a sus actuaciones. 
La tensión con sus vecinos suevos llevó a que se enfrentasen, ese mismo año 419, en la batalla de los montes Nervasos (de incierta localización aunque parece que situados entre León y Oviedo) donde los vándalos inclinaron la balanza a su favor y consiguieron rodear a los suevos. Para entonces, las noticias de las hostilidades y de la usurpación de Máximo ya habían llegado a las autoridades imperiales quienes organizaron un ejército y lo enviaron a la zona al mando del comes Hispaniarum Asterio. El objetivo principal del Imperio era acabar con Máximo aunque parece que, también, buscaba mantener un equilibrio de poder entre los dos pueblos bárbaros o acabar con ellos aprovechando su enfrentamiento. El ejército Imperial llegó iniciado el año 420 y se enfrentó a los vándalos con éxito de tal manera que estos tuvieron que levantar el cerco y abandonar a Máximo a su suerte. Se dirigieron, entonces, a Bracara Augusta (Braga) aunque Asterio no los persiguió y confió que otro ejército romano que llegaba desde Lusitania al mando de Maurocelo se encargase de ellos. En su lugar, retornó a sus cuarteles y condujo al usurpador a Roma donde este fue ejecutado.
Los vándalos, por su parte, se encontraron con las tropas de Maurocelo cerca de la citada Bracara Augusta y tras ser derrotados durante las primeras escaramuzas, optaron por huir hacia la Bética sin que el ejército Imperial hiciese nada para evitarlo.

## Final de la guerra y consecuencias
Una vez que los vándalos se establecieron en la Bética, los suevos mantuvieron su estatus de aliados del Imperio y pudieron controlar, sin oposición, toda la provincia de Gallaecia que hasta entonces habían tenido que compartir con los vándalos. Los romanos, por su parte, consideraron un éxito su intervención ya que habían podido abortar, en su inicio, la nueva usurpación de Máximo. De hecho, Asterio fue reconocido por ello con el título de Patricio tras su regreso a Rávena.
Sin embargo, el conflicto se reveló pronto, realmente, como un desastre para el Imperio ya quedaron desechos, en gran parte, los logros obtenidos por Walia para él apenas dos años antes. En lugar de tener a dos pueblos bárbaros pacificados y asentados en la pequeña provincia de Gallaecia, se encontraron con unos suevos más poderosos y con los vándalos instalados, de nuevo, en la rica provincia de Bética.